# Kuelap

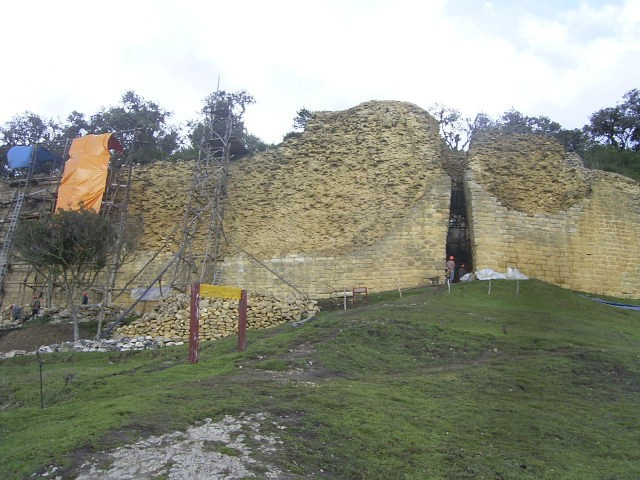
Restaurierung der Mauer um die Festung von Kuelap

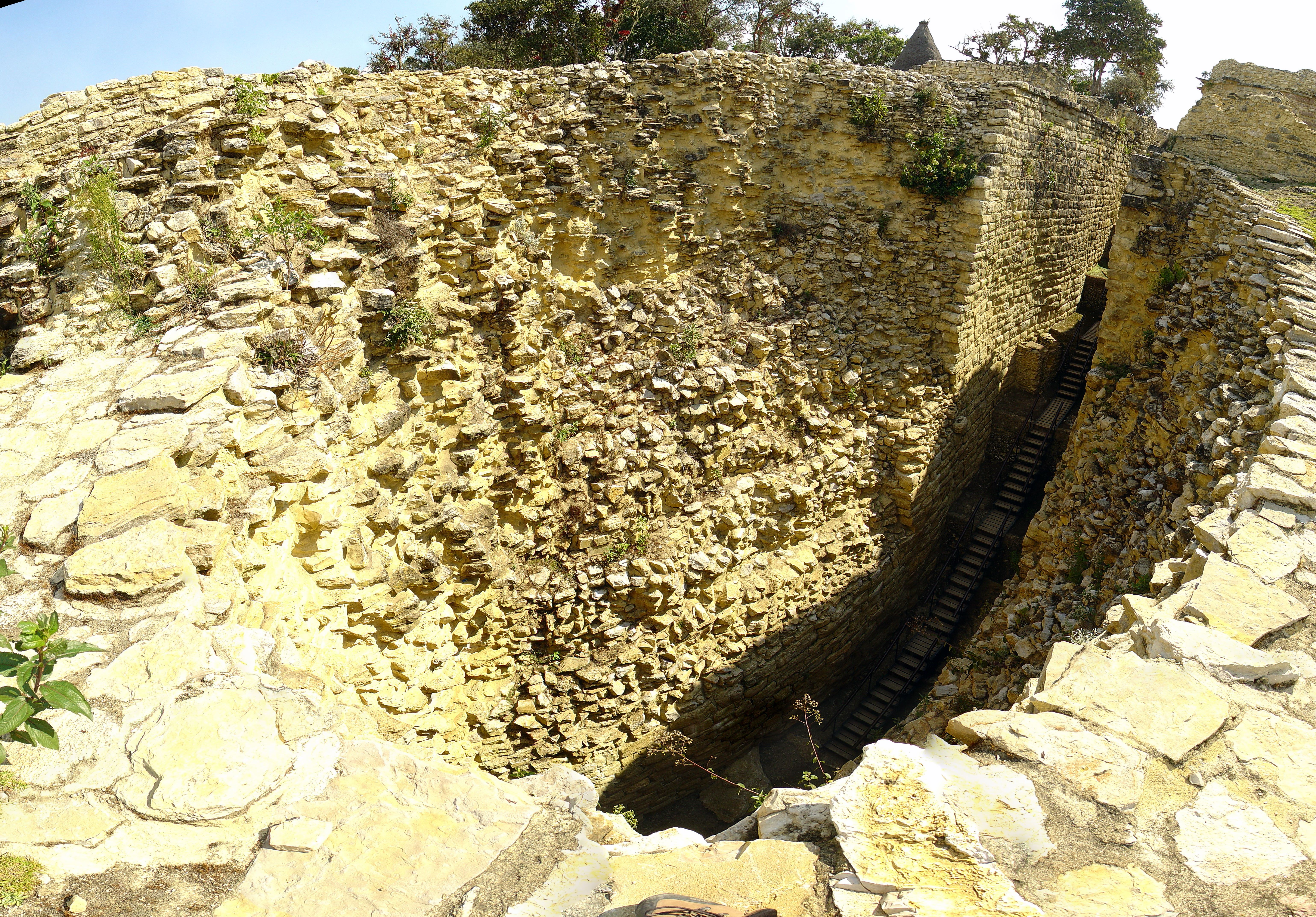
Blick in einen der drei schmalen Zugänge zur Festung

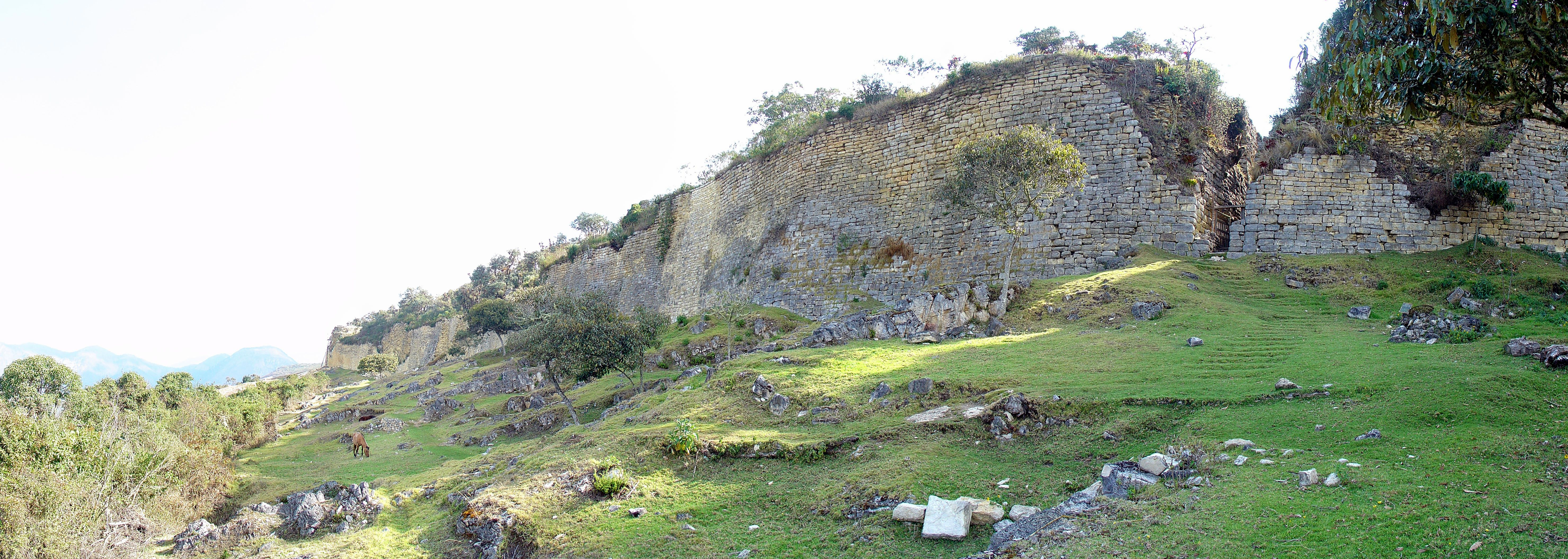
Die Festungsmauern in ihrer imposanten Länge

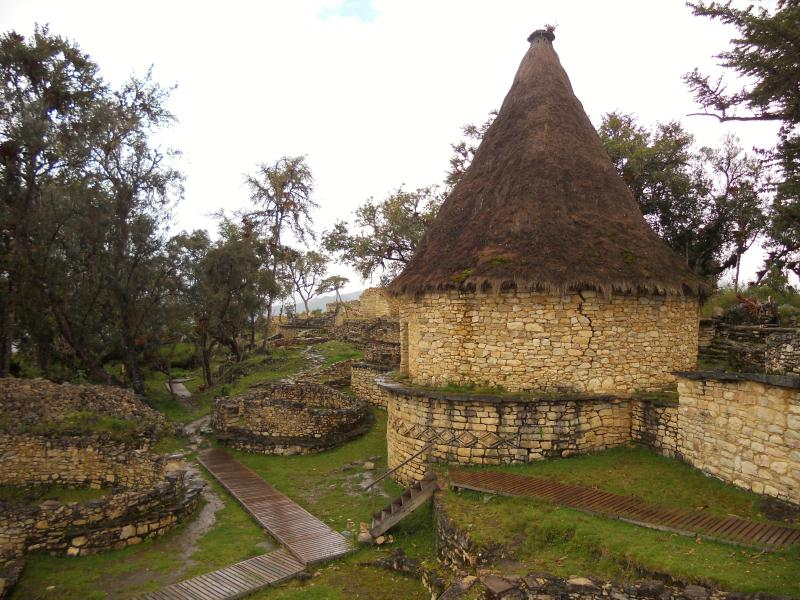
Rekonstruiertes Haus in der Festung

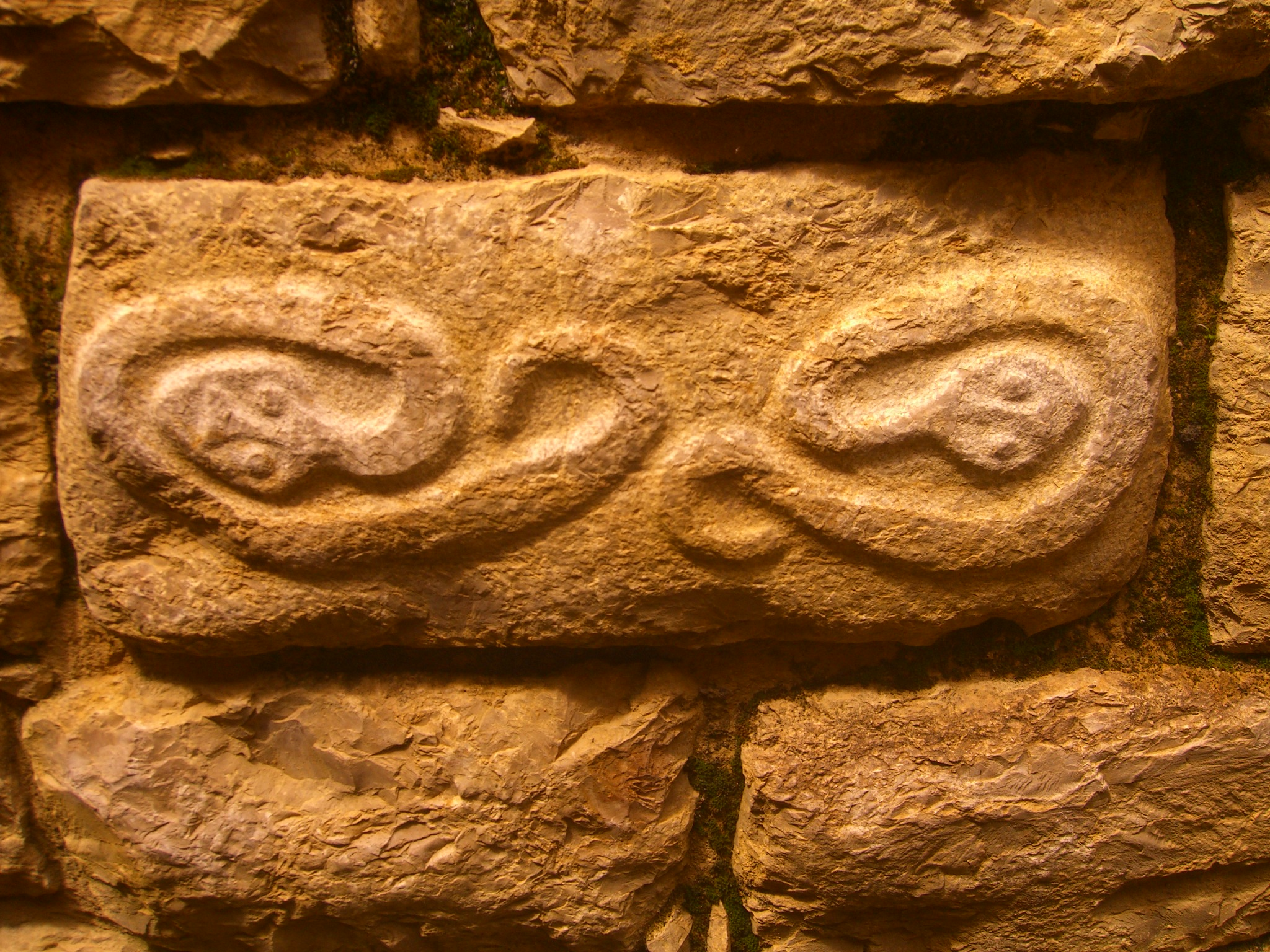
Verzierungen auf einem Stein in der Festung

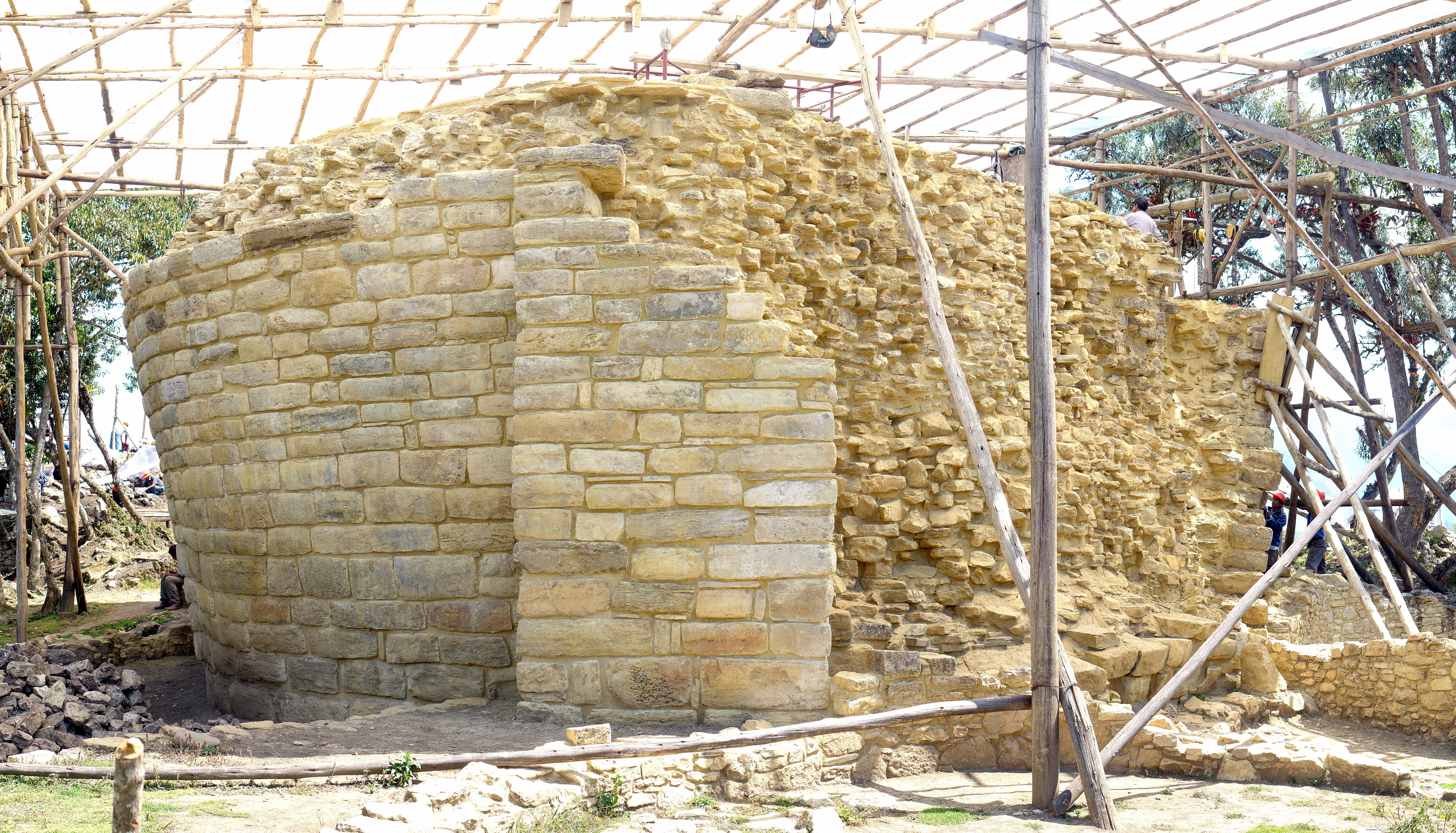
El Tintero

Kuelap ist eine ehemalige Festung der Chachapoya und ein Dorf in den nordperuanischen Anden. Kuelap liegt hoch über dem Flusstal des Río Utcubamba in der Nähe der Stadt Chachapoyas in der Provinz Luya.
Das zum Distrikt Tingo gehörige Dorf Kuelap liegt auf ca. 2900 m über dem Meeresspiegel etwas unterhalb der Festung.
Die Festung steht auf einem Bergrücken und beherbergte auf ihren drei Ebenen über 300 einzelne Häuser. Archäologen sind sich nicht einig, ob es sich bei der Festung um ein dauerhaft bewohntes Dorf handelte, oder sich die Bewohner der umliegenden Dörfer nur im Notfall dorthin zurückzogen. Sie bezeichnen die Gegend im Umkreis als die Gegend mit der vielleicht höchsten Dichte an unentdeckten und unerforschten "Orten von historischem Interesse" in ganz Südamerika.
Im Januar 2017 wurde eine Seilbahn eröffnet, die kurz nach der Ortschaft Nuevo Tingo bis zum Eintrittsbereich führt und so die Stätte deutlich leichter zugänglich macht.
Seit April 2022 war Kuelap für die Öffentlichkeit geschlossen, der Besuch der historisch bedeutsamen Stätte war nicht möglich. Ein Teil der Umfassungsmauer ist am 10. April 2022 eingestürzt, einen Tag später kollabierte ein weiterer Teil. Im September 2024 war Kuelap wieder uneingeschränkt zugänglich.

## Aufbau

### Festung
Die Festung wurde von den Chachapoya, deren Kultur in der Zeit von 900 bis etwa 1400 existierte, gebaut. Sie wurde im Jahre 1843 von Don Juan Crisóstomo Nieto, einem Richter aus Chachapoyas, wiederentdeckt. Der Ruinenkomplex ist in der Nord-Süd-Ausdehnung 580 m lang, und die größte Breite in Ost-West-Richtung beträgt 110 Meter. An den Stellen, an denen es nicht ohnehin bereits einen sehr steilen Abhang gibt, ist sie mit einer bis zu 21 Meter hohen Mauer gesichert. Der Eintritt ist nur über einen der drei hohen, aber extrem schmalen, Eingänge möglich, durch die, aus strategischen Gründen, immer nur eine Person gelangen kann. Der Haupteingang ist dabei so konstruiert, dass, sollte ein Feind doch eindringen, er beim direkt gegenüberliegenden Ausgang wieder hinausgeworfen werden kann.
In den verschiedenen Ebenen der Festung waren verschiedene Gesellschaftsklassen angesiedelt, was man an der Verzierung der Häuser mit typischen Chachapoya-Elementen und -Mustern erkennen kann. Auf der obersten Ebene, dem "Castillo", lebte vermutlich der Adel; das "obere Dorf" wurde von Angehörigen des Militärs bewohnt. Im "unteren Dorf" finden sich einfache Wohnhäuser, oftmals unterkellert. Die Struktur der Aufteilung des Raumes mit Küche und Mahlstein ist an manchen Stellen noch gut zu erkennen. In der Mitte der Festung findet sich zudem ein viereckiges Haus, das vermutlich auf die Inkas zurückgeht, da die Chachapoya ihre Häuser traditionell rund gebaut haben. Es wird vermutet, dass es zu Versammlungen der höchsten gesellschaftlichen Klasse verwendet wurde.

### Wachtürme
An der Nord- und Südseite wird die Festung von Wachtürmen begrenzt, von denen aus man erkennen kann, welche der heute existierenden Dörfer in der Umgebung auf die Chachapoya zurückgehen. Von den Wachtürmen aus hat man einen Blick auf fast alle Dörfer in der Umgebung, auch auf La Jalca, den Ort, an dem sich die Chachapoya vermutlich zuerst niederlassen wollten, und in dessen Umgebung sich neben vielen archäologischen Fundstätten auch eine mit Chachapoya-Symbolen verzierte Kirche aus dem 16. Jahrhundert findet.

### El Tintero
El Tintero, auf Deutsch Tintenfass, ist eines der großen Mysterien Kuelaps, da bis heute niemand sicher sagen kann, wofür es gedient hat. Das Gebäude heißt so, weil es Ähnlichkeit mit einem Tintenfass hat, das sich von oben nach unten verjüngt. Wie die Konstruktion zustande kam, ist noch nicht geklärt. Inzwischen muss sie von vielen Seiten gestützt werden, um nicht einzustürzen. Im Inneren des "Tintero" wurden Knochen von Raubtieren gefunden. Es gibt zahlreiche Theorien zur Nutzung. Manche meinen, es wäre zu Folterzwecken, als Gefängnis, oder zur Ausführung der Todesstrafe benutzt worden, andere halten es für ein Observatorium, da sich die Lichtstrahlen aus manchen Ritzen zu bestimmten wichtigen Tagen in der Mitte treffen.
Da Kuelap nicht so berühmt ist wie Machu Picchu, fließen die Gelder nur spärlich. Die Bauarbeiter und Archäologen vom INC ("instituto nacional de cultura", Nationales Kulturinstitut), die mit der Restaurierung der Festung betraut sind, arbeiten mit den gleichen Mitteln wie die Chachapoya, nämlich mit Holzgerüsten und Muskelkraft; Elektrizität gibt es im Dorf Kuelap keine. Das Haus der Archäologen hat zwar einen Generator, aber die Wasserversorgung ist recht unzuverlässig. Die Straße endet etwa einen Kilometer vor der Festung in der "Malca", kurz nach dem Dorf Quisango. Von dort aus kommt man nur zu Fuß oder auf dem Maulesel nach Kuelap.